# Stanisław Krzyżanowski (architekt)

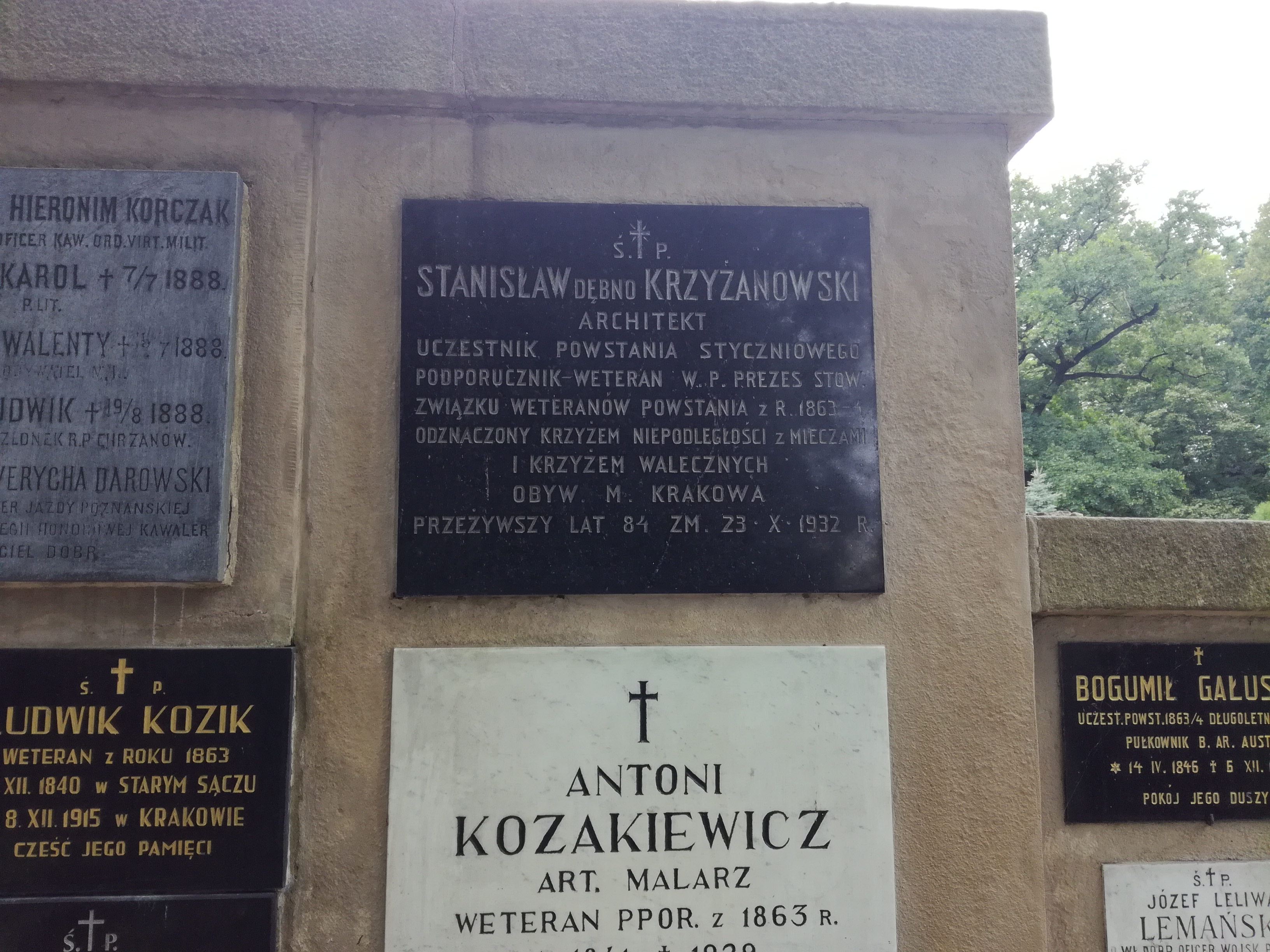
Grób Stanisława Krzyżanowskiego na cmentarzu Rakowickim

Stanisław Dębno Krzyżanowski (ur. 1848, zm. 23 października 1932) – architekt, powstaniec styczniowy, prezes Związku Weteranów Powstania 1863-64.

## Życiorys
Projektował kamienice i obiekty sakralne. Pracował w biurze architektoniczno-budowlanym Tadeusza Stryjeńskiego.
W 1930 został odznaczony Krzyżem Niepodległości z Mieczami oraz Krzyżem Walecznych.
Został pochowany na cmentarzu Rakowickim w Krakowie (kwatera Ra gr. Weteranów).
Do jego ważniejszych realizacji należą:
- Budynek TUW Florianka (1884), współpraca z Tomaszem Prylińskim.
- Kamienica, Kraków ul. Pijarska 5 (dom własny) i 11 (1889-1890).
- Kaplica oo. jezuitów w Przegorzałach (1890).
- Projekt dwóch skrzydeł klasztoru jezuitów przy ul. Kopernika w Krakowie (1891-92, 1903-04).
- Dawny klasztor paulinów w Starej Wsi. Przebudowa w stylu neorenesansowym kaplicy domowej (nowicjackiej) nad zakrystią (1895-1897).
- Kościół Wniebowzięcia NMP w Starej Wsi, przebudowa kaplicy św. Andrzeja Boboli (1909).

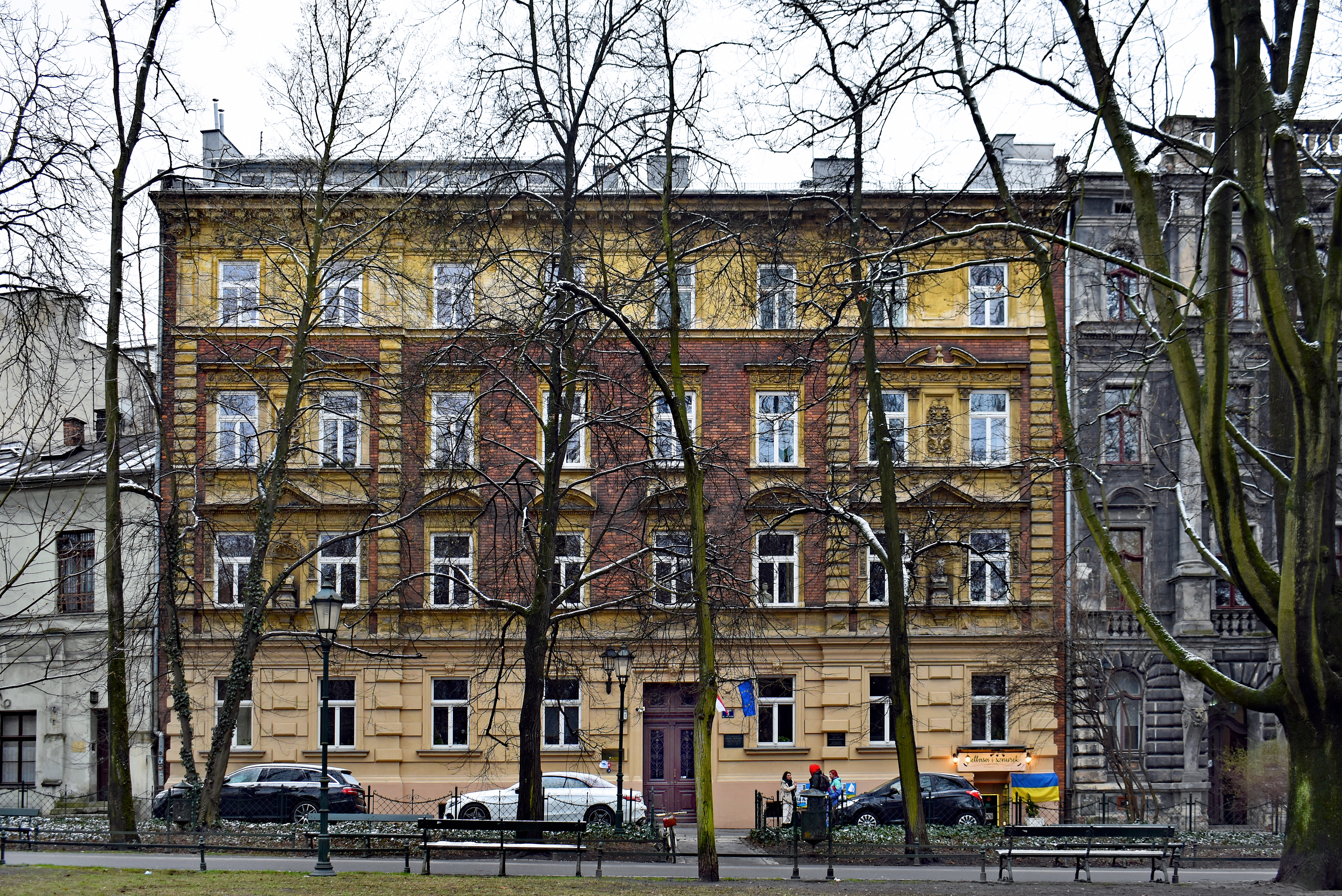
Kamienica własna (1890) Kraków, ul. Pijarska 5
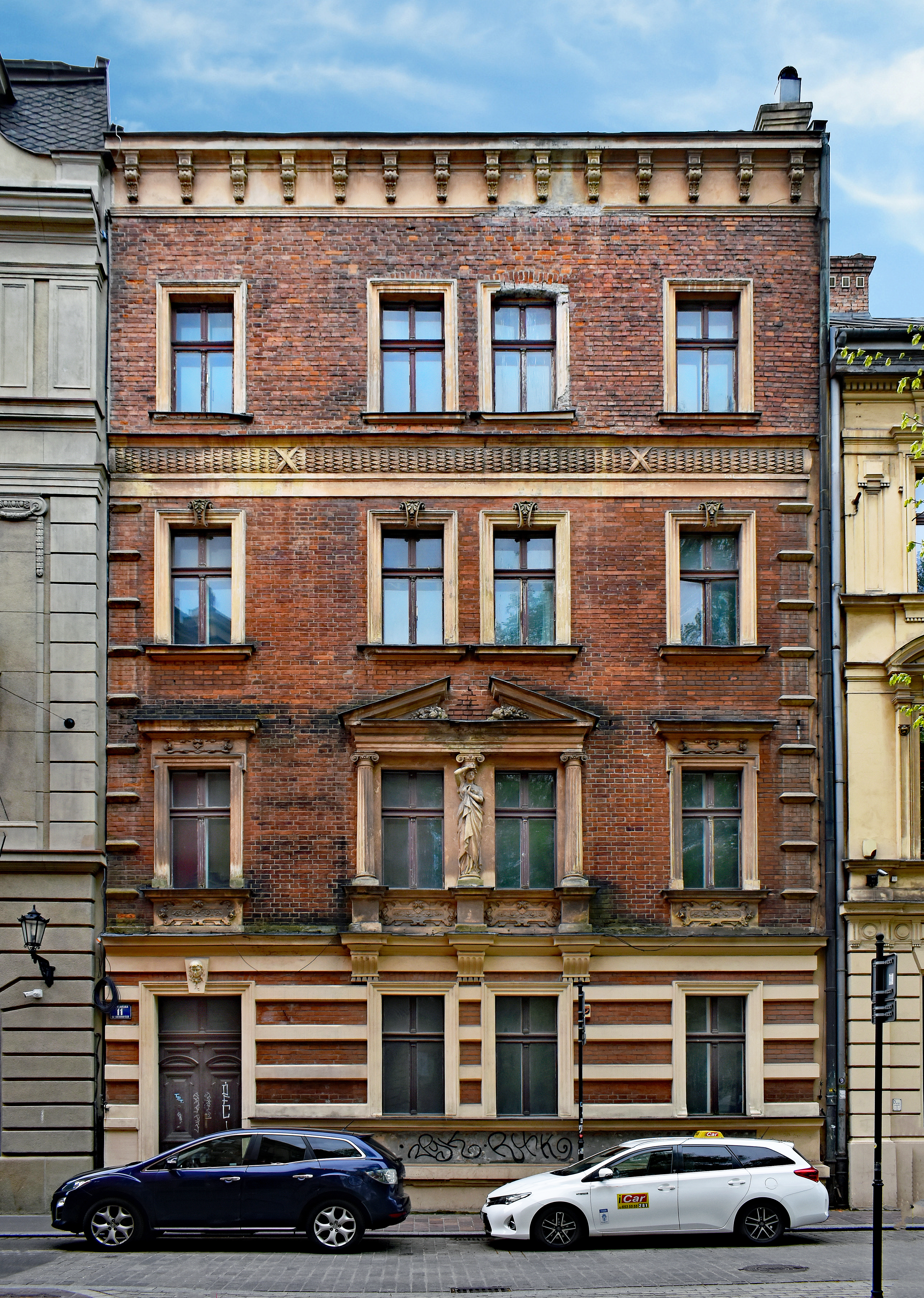
Kamienica (1890) Kraków, ul. Pijarska 11